# Rozalia Lubomirska
Rozalia z Chodkiewiczów Lubomirska (ur. 16 września 1768 w Czarnobylu, zm. 30 czerwca 1794 w Paryżu) – polska księżna. Była córką hrabiego Jana Mikołaja Chodkiewicza, marszałka i starosty żmudzkiego, oraz Marii Ludwiki Rzewuskiej, córki Wacława, hetmana.
1 listopada 1785 roku poślubiła księcia Aleksandra Lubomirskiego, kasztelana kijowskiego. Rok później powiła córkę Ludwikę (zm. 1792), a w 1788 Aleksandrę. Wyjechała z dzieckiem do Francji, gdzie wkrótce została oskarżona o spisek kontrrewolucyjny – utrzymywanie kontaktów z dworem Marii Antoniny. Ze względu na treść zarzutów, urodę oskarżonej oraz jej młody wiek, zapadły wtedy wyrok śmierci przez zgilotynowanie został powszechnie odebrany jako wymowny dowód na zezwierzęcenie rewolucji.
Jej córka, która przybrała później imię matki, wyszła za Wacława Rzewuskiego, podróżnika i powstańca.
Według znanej na Lubelszczyźnie legendy, duch zgilotynowanej Lubomirskiej pojawia się w pałacu Lubomirskich w Opolu Lubelskim. W parku znajdującym się za tym pałacem, jak donosi Zbigniew Fronczek w Sensacjach i legendach Lubelszczyzny, miał się go przestraszyć Adolf Dygasiński.